# Boštjan Jazbec
Boštjan Jazbec (1970) es el gobernador del Banco de Eslovenia desde el 2 de abril de 2013.

## Carrera
Jazbec se graduó en Economía en la Universidad de Liubliana y completó sus estudios de posgraduado en la Universidad Centroeuropea de Budapest y Praga. Después de completar sus estudios en economía en el Instituto de Estudios Avanzados de Viena defendió su tesis doctoral sobre el diseño del tipo de cambio real en los países en transición en la Facultad de Economía de Ljubljana.
Trabajó brevemente como consultor para el Banco Mundial y el Banco Europeo de Reconstrucción y Desarrollo (BERD). Entre 2003 y 2008 fue miembro del Consejo del Banco de Eslovenia. En 2007 ya fue candidato a gobernador del Banco, apoyado por la asociación de alumnos de la Universidad Central Europea de Budapest.
Después de 2008, trabajó como consultor para el Fondo Monetario Internacional (FMI) en el Banco Central de Kosovo. Realizó estudios sobre la estabilidad financiera en el sudeste de Europa. También fue enviado por el FMI en comisión de servicios al Banco Central de Surinam.
Al mismo tiempo, es profesor asociado del Departamento de Dinero y Finanzas de la Facultad de Economía de Ljubljana y profesor de economía en la Universidad Americana en Kosovo.